# Paul Goldsmith
Paul Goldsmith (ur. 2 października 1925 w Parkersburgu, zm. 6 września 2024 w Munster) – amerykański kierowca wyścigowy wyścigów Indianapolis 500 w latach 1958–1963, zaliczanych do klasyfikacji Formuły 1. Jeździł w bolidzie zespołów Epperly i Kurtis Kraft. Został drugim wicemistrzem Formuly 1 w sezonie 1960. Poza tym uczestniczył w wyścigach NASCAR.